# Angelo Mercati
Pour les articles homonymes, voir Mercati.
Angelo Mercati, né le 6 octobre 1870 à Villa Gaida (quartier de Reggio d'Émilie) et mort le 3 octobre 1955 au Vatican, est un ecclésiastique et érudit italien qui fut préfet des Archives secrètes du Vatican de 1925 à 1955.

## Biographie
Né à Villa Gaida, une fraction de Reggio d'Émilie, quatrième des sept enfants de Domenico, vétérinaire, et de Giuseppina Montipò, Angelo Mercati étudia en séminaire. Son frère Giuseppe, historien, philologue et universitaire, était un expert de l’histoire de l'Empire byzantin; l'autre frère, Giovanni, était cardinal, archiviste et bibliothécaire.
À la troisième année de théologie, en 1889, Angelo Mercati rejoignit à Rome son frère aîné Giovanni et se spécialisa en théologie, en 1892, à l'Université Grégorienne. Il suivait avec passion les conférences de la Société des culteurs d'archéologie chrétienne, du Collegium cultorum martyrum, de la Société d'études bibliques, de l'Académie d'Arcadie.
Il fut ordonné prêtre en 1893, dans l'église de Roteglia, et il enseigna la théologie dogmatique et l'histoire de l'Église, dans le séminaire de Marola (Carpineti) (1893-1896) et puis la théologie et l'histoire de l'Église au séminaire de Reggio d'Émilie (1896-1911).
Il collaborait à des quotidiens tels que Le Reggianello et l’Osservatore Romano, et à des périodiques comme la Rivista bibliografica italiana. Il cherchait une voie, équilibrée et médiane, entre le conservatisme et la crise moderniste.

### Traductions
Il traduisit de l'allemand à l'italien Roma alla fine del mondo antico secondo le fonti scritte e i monumenti du jésuite Hartmann Grisar (de) (1899), L'origine dello Stato della Chiesa de l'historien Gustav Schnürer (1899), la Patrologie du théologien Otto Bardenhewer (1903), Le pitture delle catacombe romane de l'archéologue Joseph Wilpert (3 vol., 1903), la Liturgia romana e liturgia dell'Esarcato d'Anton Baumstark (1904), la biographie du pape Pie X de Joseph Schmidlin (1904), Lutero e il luteranesimo nel suo primo sviluppo de Friedrich Heinrich Suso Denifle (1905), L'anno ecclesiastico e le feste dei santi nel loro svolgimento storico d'Heinrich Kellner (Karl Adam Heinrich Kellner) (1906) et la biographie de François d'Assise de l'historien suisse Gustav Schnürer (1907).
Il commença à traduire l’Histoire des Papes de Ludwig von Pastor (3 volumes, publiés de 1908 à 1924, avec un quatrième volume du 1931). Il avait pour but d'élargir le sens de la critique historique, dans le domaine des disciplines ecclésiastiques.

### Son retour à Rome
Il s'occupa des constitutions synodales du 1894 et des thèmes du catholicisme social. Mis en difficulté, dans certains milieux catholiques de Reggio d'Émilie, il demanda à l'évêque l'autorisation de se retirer dans la paroisse montagnarde de Ospitaletto, mais il n'obtint pas cette autorisation. Son frère Giovanni, depuis 1898 scriptor à la Bibliothèque apostolique vaticane, trouva le moyen, en juin 1911, de lui faire obtenir une charge identique.
À la Bibliothèque vaticane, Angelo Mercati s'occupa au début des textes imprimés et de l'accueil dans la salle de consultation. En 1916, il fut chargé de la conservation des archives des Dicastères ecclésiastiques et en 1918 il fut nommé guardiano des Archives secrètes du Vatican, dont il devint vice-préfet en 1920 et préfet en 1925. Avec la collaboration, d'abord du jésuite et paléographe Bruno Katterbach, plus tard du paléographe Giulio Battelli, il donna une nouvelle impulsion à l'École vaticane de paléographie, de diplomatique et d'archivistique. En 1914 Eugenio Pacelli, qui en ce temps-là était secrétaire de la Congrégation des Affaires ecclésiastiques extraordinaires, le chargea de publier la Raccolta di concordati su materie ecclesiastiche tra la Santa Sede e le autorità civili (Rome, 1919). Cette œuvre s'inscrivait dans une vision plus générale, qui prévoyait d'étudier - et peut-être de reformuler - certains rapports entre Église de Rome et les mairies, en particulier pour l'élection des évêques locaux.
Il a été directeur adjoint du périodique Illustrazione vaticana, fondé en 1930. Avec Auguste Pelzer, pour les éditions UTET, il a dirigé le Dizionario ecclesiastico (3 vol., sortis de 1953 à 1957). Il a institué la Commission permanente internationale pour la bibliographie des Archives du Vatican.

### Ses dernières années de vie
En 1942, Angelo Mercati assista son frère Giovanni dans le recensement des archives et des anciennes bibliothèques ecclésiastiques, en prévision de possibles dommages et soustractions, en période de guerre. Entre 1943 et 1945, avec une partie du personnel des Archives secrètes et de la Bibliothèque apostolique, il œuvra au sauvetage de ces archives et de ces bibliothèques, en particulier des manuscrits de l'Abbaye du Mont Cassin qui furent conservés à Castel Sant'Angelo.
Il est fait membre étranger de la Académie Royale Suédoise des Belles-Lettres, de l'Histoire et des Antiquités (5 novembre 1950), de l'Académie bavaroise des sciences, de l'Académie des sciences de Göttingen et de l'Académie autrichienne des sciences. Il fit part de l'Académie pontificale des sciences.

## Œuvres
- (it) Per la storia letteraria di Reggio-Emilia, Modène, Società Tip. Modenese, 1919.
- (it) Sussidi per la consultazione dell'Archivio Vaticano, vol. 1, 2, 3, Cité du Vatican, Biblioteca apostolica vaticana, 1926, rééditions 1931 et 1947.
- (it) Il sommario del processo di Giordano Bruno / Angelo Mercati; con appendice di documenti sull'eresia e l'inquisizione a Modena nel secolo XVI, Cité du Vatican, Biblioteca apostolica vaticana, 1942[6].
- (it + la) Nell'Urbe dalla fine di settembre 1337 al 21 gennaio 1338 : documenti seguiti da altre Varia dall'Archivio Segreto Vaticano, Rome, Pontificia Università Gregoriana, 1945.
- (it) Saggi di storia e letteratura. 2 vol., Rome, Edizioni di storia e letteratura, 1952, réédition 1982.
- (it) Miscellanea archivistica Angelo Mercati, Cité du Vatican, Biblioteca apostolica vaticana, 1952, réédition 1974.

### Curatelles
- (it) Lettere di scienziati dall'archivio segreto Vaticano, Cité du Vatican, ex aedibus academicis in Civitate Vaticana, 1941.
- (it) Dall'Archivio Vaticano : 1. Una corrispondenza fra curiali della prima meta del Quattrocento : 2. Diarii di concistori del pontificato di papa Adriano VI, Cité du Vatican, Biblioteca apostolica vaticana, 1951.
- (it + la) I costituti di Niccolò Franco (1568-1570) dinanzi l'inquisizione di Roma, esistenti nell'Archivio segreto Vaticano, Cité du Vatican, Biblioteca apostolica vaticana, 1955.

## Note
1. ↑  (it) Michele Maccarrone, « Il primo soggiorno romano di Giovanni ed Angelo Mercati e la corrispondenza con Giovanni Battista De Rossi », Rivista di storia della Chiesa in Italia, Rome, Archivio Segreto Vaticano, vol. XLI,‎ 1987, p. 26-78.
2. ↑  (it) Giulio Battelli, Card. Giovanni, mons. Angelo Mercati: XXV anniversario della morte del cardinale: commemorazioni tenute il 23 ottobre 1982 a Reggio Emilia, Reggio d'Émilie, Studio teologico, 1986.
3. ↑   Raccolta di concordati su materie ecclesiastiche tra la Santa Sede e le Autorità Civili.
4. ↑  (it) Giulio Battelli, « Il censimento degli archivi ecclesiastici d'Italia e la loro tutela durante la guerra », Rivista di storia della Chiesa in Italia, no 1,‎ 1947, p. 113-116.
5. ↑  (it) Giulio Battelli, « Resoconto e statistiche circa lo stato degli archivi ecclesiastici italiani durante e al termine della guerra », Rapporto finale sugli archivi / Commissione alleata Apo 394, Sottocommissione per i Monumenti, Belle Arti e Archivi, Rome, Istituto Poligrafico dello Stato,‎ 1946, p. 10-12, 73-75, 89-90.
6. ↑  Le sommaire du procès de Giordano Bruno fut retrouvé le 15 novembre 1940, dans les archives privées du pape Pie IX.

## Source de la traduction
- (de) Cet article est partiellement ou en totalité issu de l’article de Wikipédia en allemand intitulé « Angelo Mercati » (voir la liste des auteurs). (5 septembre 2016)